# Iva senza tempo
Iva senza tempo è il quarto album della cantante italiana Iva Zanicchi, pubblicato nel maggio del 1970.
(Iva Zanicchi, Zingara)

## Il disco
L’etichetta discografica Ri-Fi decide di immettere nel mercato questo album a più di un anno di distanza dalla pubblicazione di Unchained Melody, inciso e pubblicato nel novembre del 1968.
Il motivo sembra essere il fatto che, nel frattempo, si assiste ad una svolta nella carriera e nella produzione artistica di Iva Zanicchi. La seconda vittoria al Festival di Sanremo del 1969 con Zingara (brano che scala le classifiche, arrivando a toccare la 5ª posizione dell’Hit parade) le porta certamente fama in termini di palmares e soddisfazioni personali, ma è il 1970 l’anno della svolta: prima il terzo posto al Festival di Sanremo con L’arca di Noè (presentato in coppia con Sergio Endrigo, autore del brano), poi Un uomo senza tempo, brano di punta di questo nuovo album, quasi omonimo.
Il singolo, malinconico e dall’arrangiamento spagnoleggiante, è la cover di Mi viejo, un pezzo scritto dal duo argentino Piero e José (il primo si chiama, in realtà, Piero De Benedictis, nato a Gallipoli, ma è emigrato con la famiglia in Argentina a pochi anni di vita) e poi tradotto in italiano per Iva Zanicchi da Ettore Lombardi (fratello del celebre direttore d’orchestra Gianfranco).
Il brano, di cui Iva gira il famoso video a Salsomaggiore Terme nel quale compare al fianco del poeta Giuseppe Ungaretti (ritiratosi proprio nella località termale per sottoporsi ad alcune cure), diventa uno dei suoi maggiori successi, trainando l’intero album, che, ancora una volta, raccoglie brani precedentemente incisi su 45 giri, arricchendosi anche di un inedito, l’Ave Maria di Gounod, nella traduzione italiana di Ezio Leoni
L'album è presente sulle piattaforme digitali e sui servizi di streaming.

## Tracce
1. Un uomo senza tempo - 3:36 - (Piero Jose - Ettore Lombardi)
2. Due grosse lacrime bianche - 2:34 - (Piero Soffici - Carlo Fontana - Claudio Daiano)
3. Ave maria - 3:10 - (Gounod - Ezio Leoni)
4. Io sogno - 3:30 - (Salvatore Vinciguerra)
5. Aria di settembre - 2:26 - (Ezio Leoni - Anna Arazzini)
6. L'arca di Noè - 3:33 - (Sergio Endrigo)
7. Che vuoi che sia - 2:48 - (Udo Jürgens - Franco Migliacci)
8. Tienimi con te - 2:18 - (Ezio Leoni - Antonio Cocco)
9. Perché mai - 4:10 - (Franklin Carolin - Corrado Castellari - Arcibaldo)
10. Un attimo - 3:07 - (Gianfranco Intra - Andrea Lo Vecchio - Ezio Leoni - Giorgio Antola - Roberto Vecchioni)
11. Un bacio sulla fronte - 2:52 - (Ezio Leoni - Valter Camurri - Claudio Daiano)
12. Zingara - 2:32 - (Luigi Albertelli - Enrico Riccardi)

## Stampe fuori dall'Italia
| Anno di pubblicazione | Paese    | Titolo          | Etichetta          |
| --------------------- | -------- | --------------- | ------------------ |
| 1970                  | Israele  | Iva senza tempo | RI-FI - R. F. 6102 |
| 1971                  | Giappone | Iva senza tempo | RI-FI - SFX-7353   |